# 华辰大桥
华辰大桥是中华人民共和国浙江省宁波市一座跨姚江桥梁，连接江北区与海曙区，为简支梁桥，全长314米，宽22米，于1999年6月8日开工，2001年12月通车，由时任美国华辰国际发展有限公司董事长王国金捐资2548万元建造，为华侨捐资建设宁波市政工程的首创。桥名由时任中共中央统战部部长王兆国题写:283。